# Praha-Vršovice
Praha-Vršovice egy csehországi vasútállomás, a prágai Vršovice kerületben.

## Megközelítés helyi közlekedéssel
- Busz:  193
- Villamos:  6, 7, 24, 95, 19
- Vonat:   R17   R21   S3   R43   R49   S8   S88   S9

## Vasútvonalak
Az állomást az alábbi vasútvonalak érintik:
- Prága–Vrané nad Vltavou–Čerčany/Dobříš-vasútvonal
- Prága–Benešov u Prahy-vasútvonal

## Szomszédos állomások
A vasútállomáshoz az alábbi állomások vannak a legközelebb:
- Praha hlavní nádraží (Praha hlavní nádraží, Prága–Benešov u Prahy-vasútvonal)
- Praha-Kačerov (Vrané nad Vltavou, Čerčany, Prága–Vrané nad Vltavou–Čerčany/Dobříš-vasútvonal, S8)
- Praha-Eden (2020–, Benešov u Prahy, Prága–Benešov u Prahy-vasútvonal, S9)
- Praha hlavní nádraží (Lysá nad Labem, S9)
- Praha hlavní nádraží (Praha hlavní nádraží, S8)

## Fordítás
- Ez a szócikk részben vagy egészben  a   Praha-Vršovice című lengyel Wikipédia-szócikk fordításán alapul.  Az eredeti cikk szerkesztőit annak laptörténete sorolja fel. Ez a jelzés csupán a megfogalmazás eredetét és a szerzői jogokat jelzi, nem szolgál a cikkben szereplő információk forrásmegjelöléseként.
- Ez a szócikk részben vagy egészben  a   Praha-Vršovice című cseh Wikipédia-szócikk fordításán alapul.  Az eredeti cikk szerkesztőit annak laptörténete sorolja fel. Ez a jelzés csupán a megfogalmazás eredetét és a szerzői jogokat jelzi, nem szolgál a cikkben szereplő információk forrásmegjelöléseként.